# 古草秀子
古草 秀子（ふるくさ ひでこ、1954年- ）は、日本の翻訳家。

## 人物・来歴
青山学院大学文学部卒業。ロンドン大学アジア・アフリカ研究院を経て、ロンドン大学経済学院大学院で国際政治学を専攻。

## 翻訳
- 『幻想からの決別 ニューヨーク育ちのロシア人ジャーナリストの回想』（ウラジーミル・ポズナー、沢田博共訳、時事通信社） 1992.10
- 『ブロードウェイ大通り』（ニック・コーン、渡会和子共訳、河出書房新社） 1995.10
- 『メス化する自然 環境ホルモン汚染の恐怖』（デボラ・キャドバリー、井口泰泉監修・解説、集英社） 1998.2
- 『ウイルスX 人類との果てしなき攻防』（フランク・ライアン、沢田博共訳、角川書店） 1998.4
- 『犬の愛に嘘はない 犬たちの豊かな感情世界』（ジェフリー・M・マッソン、河出書房新社） 1999.1、のち文庫
- 『コロンブスが持ち帰った病気 海を越えるウイルス、細菌、寄生虫』（ロバート・S・デソウィッツ、藤田紘一郎監修、翔泳社） 1999.10
- 『失われた森 レイチェル・カーソン遺稿集』（リンダ・リア編、集英社） 2000.1、のち文庫
- 『女性のためのサプリブック』（シャリ・リーバーマン、池下育子監修、集英社） 2001.12
- 『水の自然誌』（E・C・ピルー、河出書房新社、Kawade new science） 2001.2
- 『水をめぐる危険な話 世界の水危機と水戦略』（ジェフリー・ロスフェダー、河出書房新社） 2002.12
- 『がんに負けない41の簡単な方法 「余命半年」から生還した米国女性からのメッセージ』（マージー・レヴァイン、PHP研究所） 2003.2
- 『猫たちの9つの感情』（ジェフリー・M・マッソン、河出書房新社） 2004.1
- 『10代の子のために、親ができる大切なこと』（アンソニー・ウルフ、PHP研究所） 2004.11
- 『ブランド中毒にされる子どもたち 「一生の顧客」を作り出す企業の新戦略』（アリッサ・クォート、光文社） 2004.12
- 『論理的に書くためのルールブック』（アンソニー・ウェストン、PHP研究所） 2005.10、のち改題『論証のルールブック』（ちくま学芸文庫）
- 『それは子どもに考えさせなさい わが子の知力は会話で育つ』（メーナー・シュアー、エクスナレッジ） 2005.11
- 『パンダのちえ』（レイ・G・ストローベル、早川書房） 2005.11
- 『庭仕事の喜び』（ダイアン・アッカーマン、河出書房新社） 2005.8
- 『マーリー 世界一おバカな犬が教えてくれたこと』（ジョン・グローガン、早川書房） 2006.10、のち文庫
  - 『マーリー 世界一おバカな犬が教えてくれたこと YA edition』（ジョン・グローガン、早川書房） 2007.10
- 『イングランド・イングランド』（ジュリアン・バーンズ、東京創元社、海外文学セレクション） 2006.12、のち創元ライブラリ
- 『ガラスの城の子どもたち』（ジャネット・ウォールズ、河出書房新社） 2007.1、のち改題『ガラスの城の約束』（ハヤカワ文庫）
- 『幸福の豚 クリストファー・ホグウッドの贈り物』（サイ・モンゴメリー、バジリコ） 2007.10
- 『エコノミック・ヒットマン 途上国を食い物にするアメリカ』（ジョン・パーキンス、東洋経済新報社） 2007.12
- 『宇宙から見た地球』（ニコラス・チータム、河出書房新社） 2008.6
- 『水の未来 世界の川が干上がるとき あるいは人類最大の環境問題』（フレッド・ピアス、日経BP社） 2008.7
- 『マールのドア 大自然で暮らしたぼくと犬』（テッド・ケラソテ、河出書房新社） 2009.11
- 『なぜ人は10分間に3回嘘をつくのか 嘘とだましの心理学』（ロバート・フェルドマン、講談社） 2010.2
- 「名犬チェットと探偵バーニー」（スペンサー・クイン）

1. 『ぼくの名はチェット』（東京創元社） 2010.5、のち改題『助手席のチェット』（創元推理文庫）
2. 『チェット、大丈夫か?』（東京創元社） 2011.10、のち改題『誘拐された犬』（創元推理文庫）
3. 『チェットと消えたゾウの謎』（東京創元社） 2012.12

- 『哀しみの果てにあなたと』（ジュディス・マクノート、二見文庫 ザ・ミステリ・コレクション） 2011.2
- 『夫婦ゲンカで男はなぜ黙るのか』（タラ・パーカー=ポープ、NHK出版） 2011.9
- 『あなたに出逢うまで』（ジュディス・マクノート、二見文庫 ザ・ミステリ・コレクション） 2012.12
- 『あなたの犬は「天才」だ』（ブライアン・ヘア, ヴァネッサ・ウッズ、早川書房） 2013.12
- 『内向型人間の時代 社会を変える静かな人の力』（スーザン・ケイン、講談社） 2013.5、のち講談社+α文庫
- 『病は心で治す 健康と心をめぐる驚くべき真実』（リサ・ランキン、河出書房新社） 2015.3
- 『幼児教育の経済学』（ジェームズ・J・ヘックマン、東洋経済新報社） 2015.7
- 『シンドラーに救われた少年』（レオン・レイソン、河出書房新社） 2015.7
- 『動物たちは、お医者さん! 自分で自分を治すすごい力!』（アンジー・トリウス, マーク・ドラン文、フリオ・アントニオ・ブラスコ絵、河出書房新社） 2017.12
- 『動物たちは、建築家! どんなお家に住んでるの?』（ダニエル・ナサル文、フリオ・アントニオ・ブラスコ絵、河出書房新社） 2018.2
- 『動物たちが教えてくれた「良い生き物」になる方法』（サイ・モンゴメリー、河出書房新社） 2019.10
- 『ぼくを忘れないで』（ネイサン・ファイラー、東京創元社、海外文学セレクション） 2019.5
- 『内向型人間が無理せず幸せになる唯一の方法』（スーザン・ケイン、講談社+α新書） 2020.5
- 『Joy at Work : 片づけでときめく働き方を手に入れる』（近藤麻理恵, スコット・ソネンシェイン、河出書房新社） 2020.9